# Gradey Dick
Gradey Reed Dick (sinh ngày 20 tháng 11 năm 2003) là một cầu thủ bóng rổ chuyên nghiệp người Mỹ chơi cho Toronto Raptors thuộc Giải Bóng rổ nhà nghề Mỹ (NBA). Anh chơi bóng rổ cấp đại học cho Kansas Jayhawks. Anh là tân binh được đánh giá 5 sao và là một trong những cầu thủ hàng đầu của thế hệ cầu thủ năm 2022. Với vai trò là tiền phong phụ, năm 2022, Dick được vinh danh là Cầu thủ xuất sắc nhất toàn quốc của Gatorade dành cho nam. Anh cũng điều hành một kênh podcast trên Bleacher Report mang tên là "Welcome Party".

## Sự nghiệp trung học
Dick giành hai năm đầu theo học trường Trung học Wichita Collegiate ở Wichita, Kansas. Trong năm cuối cùng ở trường, anh ghi trung bình 20 điểm mỗi trận và giúp đội bóng lọt vào vòng loại trực tiếp của tiểu bang. Sau đó, anh chuyển đến Học viện Thiên chúa giáo Sunrise. Dick chơi bóng cho trường trong hai năm, ghi trung bình 18 điểm mỗi trận.
Dick có tên trong danh sách tham gia trận đấu McDonald's All-American Game và Nike Hoop Summit. Vào ngày 22 tháng 3 năm 2022, Dick được vinh danh là Cầu thủ xuất sắc nhất năm toàn quốc của Gatorade.

### Tuyển trạch
Dick nhận được học bổng bóng rổ từ Kansas, Iowa State và Baylor cùng nhiều trường khác trong hai năm đầu tiên học trung học. Anh trở thành tân binh được đánh giá năm sao trong thời gian chơi bóng tại Học viện Thiên chúa giáo Sunrise. Vào ngày 3 tháng 3 năm 2021, Dick đã cam kết chơi bóng rổ cấp bậc đại học cho Kansas mặc dù cũng nhận được lời đề nghị từ Florida và Illinois.

## Sự nghiệp đại học
Trong trận ra mắt đại học, Dick ghi được 23 điểm, 2 rebound, 2 cướp bóng và 1 kiến tạo trong chiến thắng 89–64 trước Omaha. Anh được lựa chọn vào Đội hình thứ hai xuất sắc nhất Big 12 cũng như Đội hình tân binh và năm nhất xuất sắc nhất. Trong giải đấu NCAA năm 2023, Dick đã có màn thể hiện tốt khi ghi được 19 điểm, 11 rebound, 5 kiến tạo và 3n cướp bóng trước Howard. Với tư cách là cầu thủ năm nhất, anh ghi trung bình 14,1 điểm, 5,1 rebound và 1,7 kiến tạo mỗi trận. Vào ngày 31 tháng 3 năm 2023, Dick tuyên bố tham gia Kỳ tuyển chọn tân binh NBA năm 2023.

## Sự nghiệp chuyên nghiệp

### Toronto Raptors (2023–nay)
Toronto Raptors đã chọn Dick với lượt chọn thứ 13 tại Kỳ tuyển chọn tân binh NBA năm 2023. Anh có trận đấu ra mắt tại NBA Summer League 2023 vào ngày 7 tháng 7 trong trận đấu với Chicago Bulls, ghi được 10 điểm, 4 rebound và 2 kiến tạo trong trận thua 83–74. Vào ngày 15 tháng 7 năm 2023, Dick ghi được 21 điểm, 5 rebound và 2 cướp bóng để giúp Toronto Raptors giành chiến thắng 108–101 trước Golden State Warriors trong trận đấu thứ năm của anh tại giải đấu giao hữu mùa hè.
Vào ngày 23 tháng 11 năm 2023, Raptors đã đưa Dick xuống chơi cho đội dự bị Raptors 905 tại NBA G League. Trong trận đấu đầu tiên đối đầu với Capital City Go-Go, Dick chỉ ném thành công 1 trên 12, ném trượt toàn bộ sáu quả ba điểm và có ba lần mất bóng trong trận thua 115–101. Dick đã trở lại một cách mạnh mẽ vào ngày 1 tháng 12 năm 2023 trước Maine Celtics. Anh ném thành công 7 trên 14 cú với 4 trên 7 cú ném ba điểm, ghi được tổng cộng 21 điểm. Đó là chiến thắng đầu tiên của Raptors 905 trong mùa giải.
Vào ngày 27 tháng 3 năm 2024, trong trận thua đậm 145–101 trước New York Knicks, Dick đã ghi được 23 điểm, thành tích cao nhất trong sự nghiệp của mình. Vào ngày 10 tháng 4 năm 2024, trong trận thua 106–102 trước Brooklyn Nets, Dick đã ghi được 24 điểm, cao nhất trong sự nghiệp.
Vào ngày 26 tháng 10 năm 2024, trong trận thua 112–101 trước Minnesota Timberwolves, Dick đã ghi được 25 điểm, cao nhất trong sự nghiệp. Vào ngày 30 tháng 10, Dick đã ghi được 30 điểm, cao nhất trong sự nghiệp trong trận thua 138-133 trước Charlotte Hornets. Vào ngày 1 tháng 11, Dick ghi được 31 điểm, cao nhất trong sự nghiệp trong trận thua 131-125 trước Los Angeles Lakers. Vào ngày 12 tháng 11, Dick đã ghi được 32 điểm, cao nhất trong sự nghiệp của mình trước Milwaukee Bucks.

## Sự nghiệp đội tuyển quốc gia
Dick đại diện cho Hoa Kỳ tại Giải vô địch bóng rổ thế giới FIBA 3x3 dành cho lứa tuổi dưới 18 năm 2021 tại Debrecen. Anh ghi trung bình 3,2 điểm, giúp đội giành huy chương vàng.

## Thống kê sự nghiệp

### NBA

#### Mùa giải chính
| Năm     | Đội     | GP | GS | MPG  | FG%  | 3P%  | FT%  | RPG | APG | SPG | BPG | PPG |
| ------- | ------- | -- | -- | ---- | ---- | ---- | ---- | --- | --- | --- | --- | --- |
| 2023–24 | Toronto | 60 | 17 | 21.1 | .425 | .365 | .863 | 2.2 | 1.1 | .6  | .0  | 8.5 |
| Career  | Career  | 60 | 17 | 21.1 | .425 | .365 | .863 | 2.2 | 1.1 | .6  | .0  | 8.5 |

### Đại học
| Năm     | Đội    | GP | GS | MPG  | FG%  | 3P%  | FT%  | RPG | APG | SPG | BPG | PPG  |
| ------- | ------ | -- | -- | ---- | ---- | ---- | ---- | --- | --- | --- | --- | ---- |
| 2022–23 | Kansas | 36 | 36 | 32.7 | .442 | .403 | .854 | 5.1 | 1.7 | 1.4 | .3  | 14.1 |

## Đời tư
Gradey Dick sinh ra tại Wichita, Kansas, có cha là Hugh và mẹ là Carmen Dick. Dick là một người theo đạo Thiên Chúa. Anh nói, “Thật may mắn, tôi đã được ban tặng tất cả những phước lành này trong cuộc đời mình, và đó là nhờ có bàn tay của mình, và tôi đang cố gắng làm tốt nhất có thể với đôi bàn tay này và tôn vinh Chúa.”
Vào ngày 17 tháng 7 năm 2023, Dick đã ký một hợp đồng nhiều năm với hãng Adidas.
Mẹ của anh, Carmen Dick, từng chơi bóng rổ cho trường đại học Iowa State.